# کاربون هیل (اوهایو)
کاربون هیل (به انگلیسی: Carbon Hill) یک منطقهٔ مسکونی در ایالات متحده آمریکا است که در شهرستان هوکینگ، اوهایو واقع شده‌است. کاربون هیل ۱٫۰۵ کیلومتر مربع مساحت و ۲۳۳ نفر جمعیت دارد و ۲۱۹٫۴۶ متر بالاتر از سطح دریا واقع شده‌است.